# امیلو
امیلو (به انگلیسی: Amilo) یک منطقهٔ مسکونی در هند است که در اوتار پرادش واقع شده‌است.

## خصوصیات
امیلو ۲۱٬۸۸۷ نفر جمعیت دارد.